# Les Tambours de septembre
Les Tambours de septembre est un roman de Guy d'Arcangues paru en 2006 aux éditions Le Festin (Bordeaux).
L’ouvrage commence par le récit des mois qui précédèrent l’intrusion des troupes allemandes au château d’Arcangues, en Pays basque. Dans cette région partagée entre deux États, alors que la Guerre d’Espagne agonise, la ligne de fracture s’immisce dans les foyers, entre soutiens des « nationalistes » et partisans des républicains. Elle se poursuit telle une traînée de poudre d’un conflit à l’autre jusqu’à l’annonce de la débâcle française.
Au château, deux clans s’affrontent sous le regard de moins en moins innocent de Jacques et Gilles, précocement projetés dans l’âge adulte. Les premiers émois amoureux font place à des responsabilités ou des engagements politiques auxquels les deux adolescents n’était pas préparés et plongent chacun dans la tourmente.
Dans la seconde partie, « Haitza », Guy d'Arcangues évoque la figure émouvante de son frère aîné, Michel, disparu dans des conditions tragiques et inexpliquées en 1946, après avoir participé à des mouvements de Résistance.
Décédé en 2004, Guy d'Arcangues n’a pu achever cette « chronique des années mauves » en Pays basque, sorte de saga familiale dont il a tenu le compte rendu dans un journal intime encore inédit.
La période de la guerre a marqué pour toujours sa mémoire : il a évoqué son enfermement au fort du Hâ à Bordeaux dans la pièce de théâtre Le Héros, puis sa captivité en Silésie dans le roman Le Silésien.